# 梭烈4渦輪噴射發動機
梭烈4渦輪噴射發動機（שורק 4）為以色列貝特謝梅什發動機公司研製提供小型飛行載具使用的微型渦輪噴射發動機，目前使用在以色列與中華民國上開發的飛彈上。

## 簡介
此發動機在1983年的巴黎國際航空太空展公開，為一款設計簡潔的小型引擎，發動機操作壽命為13小時，運作每分鐘轉速43,000轉，引擎使用數位電子控制系統，發動機內裝有小型渦輪發電機，可提供2kw的電力供外部使用。

## 中華民國與該發動機的關係
在以色列正式對外展示此產品前，中山科學研究院即在1980年得到此產品之資訊，並計畫在當時開發的遠程飛彈中使用，經過一年磋商後在民國七十年簽約購入200具，航發中心介壽二廠獲得授權組裝，此採購計畫代號「介山計畫」。中科院則將梭烈4稱為「S-引擎」。
在當時中科院飛彈計畫主持人韓光渭的回憶中，此採購計畫初期遭遇相當大的困難，原訂合約交貨期程為期6年，但是在過程貝特謝梅什公司交貨延誤、國內組裝的S引擎故障率高、中流計畫在1983年遭到取消，最後未能完成原定交貨計畫即取消合約。該引擎一度陷入無可用項目的困境。但同時間正開始的雄風乙型計畫原定引進的TRI-60渦輪噴射發動機未能購得，因此雄風計畫室將S引擎轉用於該計畫使用。
雄風二型量產後，原本中華民國計畫向以色列購入第二批同型引擎，但以色列最後以各種門檻拒絕了這項交易。為了解決發動機後續貨源，以及國內組裝的同型引擎技術問題，相關的技術改良在1993年完成。而後中科院以代號「自立計畫」進行引擎的自製計畫，使用10年的時間完成仿製發動機的逆向工程。S引擎為中科院開發飛彈用渦輪噴射發動機的的技術起點，同時該引擎在測試時確認具有長距離飛航能力，後成為中科院長程攻擊飛彈的技術基礎。